# Tales of Berseria
Tales of Berseria (テイルズ オブ ベルセリア, Teiruzu Obu Beruseria) est un jeu vidéo de rôle édité par Bandai Namco et développé par tri-Crescendo. Il est sorti en août 2016 sur PlayStation 3 et PlayStation 4 au Japon, puis en janvier 2017 sur PlayStation 4 et Microsoft Windows en Amérique du Nord et en Europe.

## Trame

### Synopsis
L'histoire de Tales of Berseria se déroule dans le même monde que Tales of Zestiria, mais à une époque antérieure. Le joueur suit Velvet Crowe, une jeune femme partie dans une quête de vengeance après avoir brutalement perdu toute sa famille 3 ans précédant les évènements du jeu dans l'empire du Midgand où les émotions et la raison ne font pas bon ménage. 

### Personnages

#### Protagonistes
Velvet Crowe (ベルベット・クラウ, Berubetto Kurau)
voix : Rina Satō
Personnage principal du jeu. Elle se transforme en démon à la suite de la mort de son petit frère des mains de son beau-frère Artorius lors de la Nuit Écarlate, et jure de se venger de ce dernier quel qu'en soit le prix.
Laphicet (ライフィセット, Raifisetto)
voix : Azumi Asakura
Jeune Malak kidnappé par Velvet alors qu'il était au service de l'exorciste Teresa. Sa volonté ayant été bridée il apprend peu à peu, au contact du groupe, à penser par lui-même. Il partage des ressemblances troublantes avec le défunt frère de Velvet.
Rokurou Rangetsu (ロクロウ・ランゲツ, Rokurō Rangetsu)
voix : Daisuke Kishio
À l'instar de Velvet, il s'agit d'un humain devenu démon mais étant parvenu à conserver sa volonté. Membre du clan Rangetsu, il ne vit que pour se battre et est stimulé par les adversaires les plus puissants, à commencer par son frère aîné qu'il rêve de tuer en combat singulier. Rokurou se joint à Velvet afin de rembourser la dette qu'il a envers elle depuis qu'elle l'a aidé à retrouver son épée, Tonnerre Hurlant.
Éléonore Hume (エレノア・ヒューム, Erenoa Hyūmu, Eleanor Hume)
voix : Ami Koshimizu
Exorciste au service de l'Abbaye, Éléonore fait de son mieux pour protéger le peuple des démons. À la suite d'une énième défaite face à Velvet elle sera contrainte de suivre le groupe ; à son contact sa vision de l'Abbaye, des Malaks et des démons va progressivement évoluer.
Magilou (マギルゥ, Magirū)
voix : Satomi Satō
Sorcière mystérieuse, semblant ne jamais rien prendre au sérieux, Magilou a l'art d'irriter les autres. Elle prétend suivre le groupe parce qu'elle n'a rien de mieux à faire.
Bienfu (ビエンフー, Bienfū)
voix : Naomi Nagasawa
Bienfu est un Normin, une race particulière de Malak, et se présente comme la source du pouvoir de Magilou. Leur relation est assez conflictuelle, Magilou prenant un plaisir certain à l'effrayer, par conséquent Bienfu ira chercher du réconfort auprès d'Eleanor, jusqu'à que sa maîtresse parvienne à le retrouver.
Eizen (アイゼン, Aizen)
voix : Toshiyuki Morikawa
Malak de terre et second capitaine des pirates d'Aifread. Il est victime de la malédiction du Faucheur qui a pour conséquence de mettre en danger de mort toute personne restant en sa compagnie. Eizen rejoint le groupe afin de retrouver son capitaine, porté disparu.

#### Antagonistes
Artorius Collbrande (アルトリウス・コルブランド, Arutoriusu Koruburando)
voix : Kenyu Horiuchi
Principal antagoniste du jeu et beau-frère de Velvet. Artorius est à la tête de l'Abbaye et des exorcistes ; il prendra le titre de "Berger" faisant le serment de protéger les humaines du fléau démoniaque et de bâtir un monde fondé sur la raison.
Oscar Dragonia (オスカー・ドラゴニア, Osukaa Doragonia)
voix : Tomoaki Maeno
Praetor de l'Abbaye et demi-frère de Teresa. Humilié à plusieurs reprises par Velvet, il n'hésitera pas à s'adonner à un programme expérimental pour l'arrêter.
Teresa Linares (テレサ・リナレス, Teresa Rinaresu)
voix : Yui Horie
Demi-sœur d'Oscar et également Praetor de l'Abbaye, Teresa est une femme froide vouant une haine profonde à  Velvet dont elle jure de se venger. Elle ne recule face à aucun sacrifice pour protéger Oscar.
Shigure Rangetsu (シグレ・ランゲツ, Shigure Rangetsu)
voix : Kazuya Nakai
Frère aîné de Rokurou et héritier de la famille Rangetsu. Bien qu'étant également un exorciste de rang Legate, il privilégie les affrontements physiques. Épéiste de génie, il ne se lasse pas d'observer les progrès de son frère à chaque fois que ce dernier vient le défier.
Melchior (メルキオル, Merukioru)
voix : Nobuo Tobita
Exorciste de rang Legate spécialiste des illusions et ami d'Artorius dont il partage la cause, personne ne sait exactement en quoi consiste son rôle au sein de l'Abbaye. En outre, Melchior semble lié à la disparition d'Aifread, mais Magilou semble également avoir des comptes à régler avec lui.
Seres (シアリーズ, Shiarizu)
voix : Satomi Arai
Malak liée à Artorius, certaines raisons l'amènent à trahir son maître et à libérer Velvet de prison.
Innominat (カノヌシ, Kanonushi)
voix : Rie Kugimiya
Cinquième Empyréen, l'objectif d'Artorius est de le réveiller afin qu'il puisse annihiler les émotions de l'humanité tout entière.